# Maryam Touzani

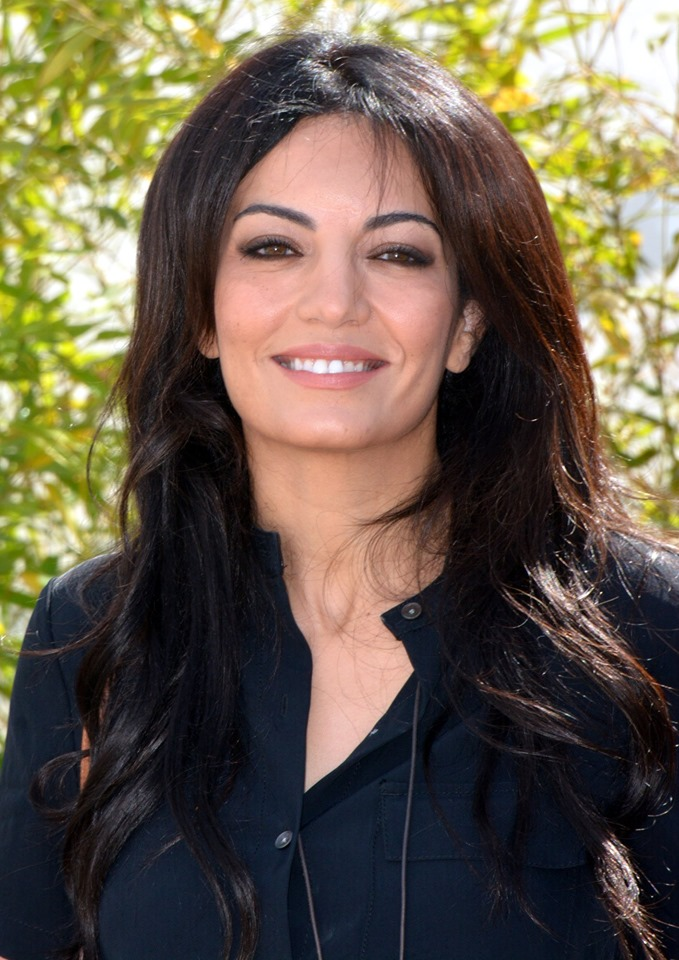
Maryam Touzani bei der Premiere des Films Adam im Mai 2019 in Cannes

Maryam Touzani (arabisch مريم التوزاني, DMG Maryam at-Tūzānī; * 18. Juli 1980 in Tanger) ist eine marokkanische Filmschauspielerin, Drehbuchautorin und Filmregisseurin.

## Leben
Maryam Touzani wurde 1980 in Tanger geboren, wo sie ihre Jugend verbrachte. Nach ihrem Studium in London begann sie als Journalistin mit dem Schwerpunkt Kino. Danach wurde sie Drehbuchautorin und Regisseurin von Kurz- und Dokumentarfilmen. Im Jahr 2011 ist ihr Kurzfilm Quand ils dorment (Wenn sie schlafen) ihr erster Film. Im Jahr 2014 dreht sie den Dokumentarfilm Sous Ma Vieille Peau über Prostitution in Marokko. Aus diesem Dokumentarfilm entstand der Film Much Loved (Viel geliebt), der 2015 unter der Regie von Nabil Ayouch erschien und bei dem Touzani am Drehbuch mitgewirkt hat. Im Jahr 2015 drehte sie dann ihren zweiten Kurzfilm Aya va à la plage (Aya geht an den Strand) über die Ausbeutung von Kleinkindern als Hausangestellte.
Sie ist zum ersten Mal Schauspielerin in dem 2017 erschienenen Film Razzia, den sie zusammen mit ihrem Mann, dem Regisseur Nabil Ayouch, geschrieben hat und in dem sie Salima, eine der Hauptrollen, spielt.
Im Jahr 2019 führte sie bei ihrem ersten Spielfilm Adam Regie. Dieser wurde für die Filmfestspiele von Cannes, in der Sektion Un Certain Regard, im Wettbewerb um die Queer Palm und beim 12. Festival du film francophone d’Angoulême ausgewählt. Eine erneute Einladung nach Cannes folgte mit dem Beziehungsdrama Das Blau des Kaftans (2022).

## Filmografie

### Als Regisseurin und Autorin
- 2011: Quand ils dorment (Kurzfilm)
- 2014: Sous Ma Vieille Peau (Dokumentation)
- 2015: Aya va à la plage (Kurzfilm)
- 2019: Adam (Spielfilm)
- 2022: Das Blau des Kaftans (Le bleu du caftan, Spielfilm)

### Als Drehbuchautorin und Schauspielerin
- 2017: Razzia (Spielfilm)

### Als Drehbuchautorin
- 2021: Haut et fort